# Carl Olsson i Mellerud
Carl Petrus Olsson i riksdagen kallad Olsson i Mellerud, född 24 oktober 1881 i Holms församling, Älvsborgs län, död 15 november 1972 i Mellerud, var en svensk banarbetare och socialdemokratisk politiker. 
Carl Olsson var son till rättaren Olof Petersson. Han gjorde sina första dagsverken på österråda gård, där fadern var statare. 1895–1906 arbetade han som sågverksarbetare, telefonarbetare och sjöman innan han 1906 anställdes vid Bergslagernas Järnvägar, där han 1907 blev banarbetare med placering i Göteborg. 1911 transporterades han som banvakt till Holm. Från 1921 var han stationerad i Mellerud. Olsson anslöt sig tidigt till socialdemokratin och nykterhetsrörelsen och var 1906–1907 ordförande i Melleruds socialdemokratiska ungdomsklubb. 1912 blev han ordförande i arbetarkommunen där. Som Svenska järnvägsmannaförbundets stipendiat genom gick han 1912–1913 en kurs på Brunnsviks folkhögskola. Från 1918 var han ledamot av och från 1941 ordförande i Älvsborgs läns landsting. Olsson var ledamot av riksdagens andra kammare från 1922, invald i Älvsborgs läns norra valkrets.
Som kännare av rättsväsendet gjorde han sin främsta riksdagsinsats inom första lagutskottet där han var suppleant 1925–1936 och därefter ledamot. Han uppträdde även för att säkra de värnpliktigas rättsskydd. Olsson medverkade flitigt inom den socialdemokratiska pressen och utgav även poetiska alster under signaturen Cepe.